# Kościół św. Szczepana w Skrzynnie
Kościół świętego Szczepana – rzymskokatolicki kościół parafialny należący do dekanatu przysuskiego diecezji radomskiej.
Jest to świątynia wybudowana z kamienia w latach 1626–1638, następnie została rozbudowana w latach 1640–1641. Wówczas to została dobudowana kaplica Przemienienia Pańskiego. Nawa kościoła nakryta jest sklepieniami z bogatą dekoracją stiukową. W świątyni oprócz barokowego wyposażenia (pochodzącego z XVII–XVIII wieku) można zobaczyć 2 gotyckie kropielnice i gotycką rzeźbę uśmiechniętej „Pięknej Madonny” wykonanej około 1420 roku z drewna polichromowanego, obraz Matki Boskiej reprezentujący szkołę holenderską z XVI wieku. W kaplicy są umieszczone kopie obrazów Rafaela.

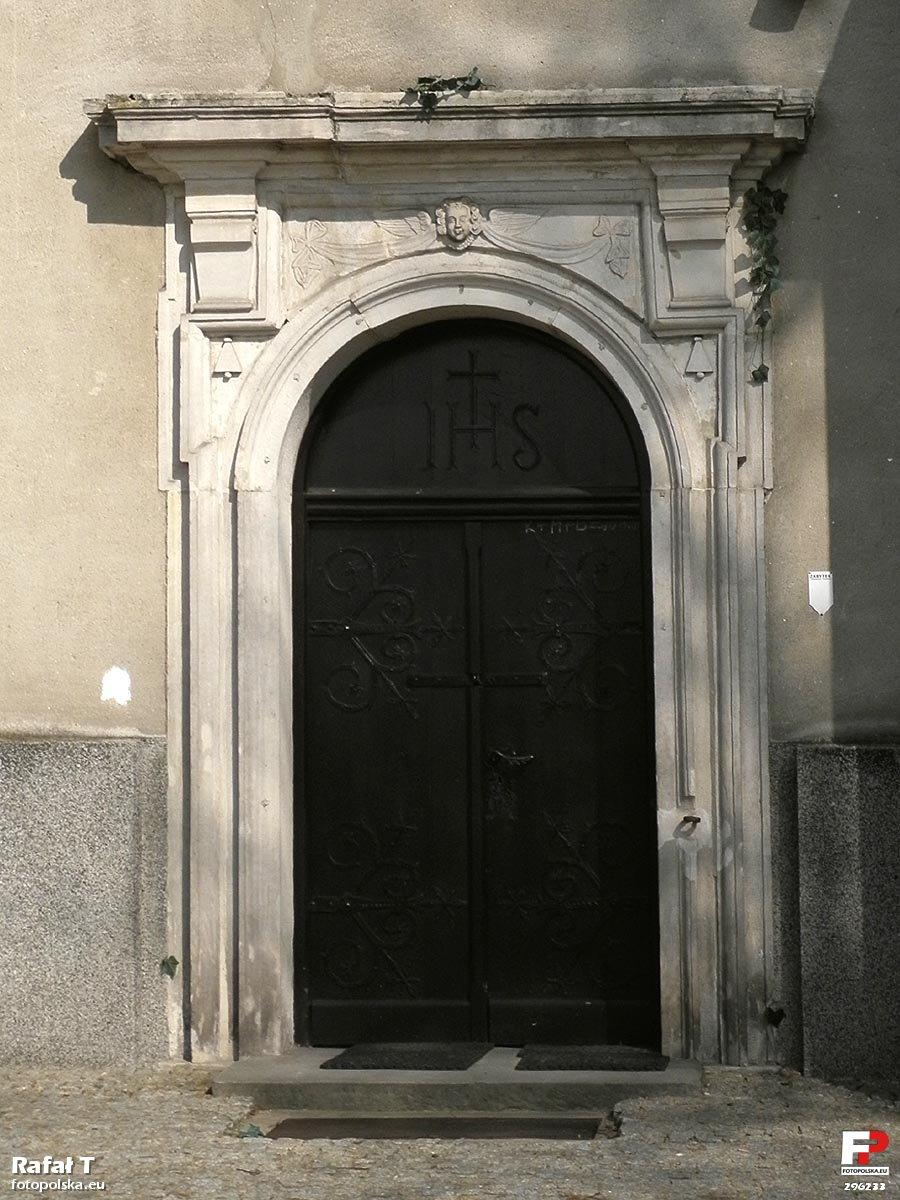
Portal wejścia południowego
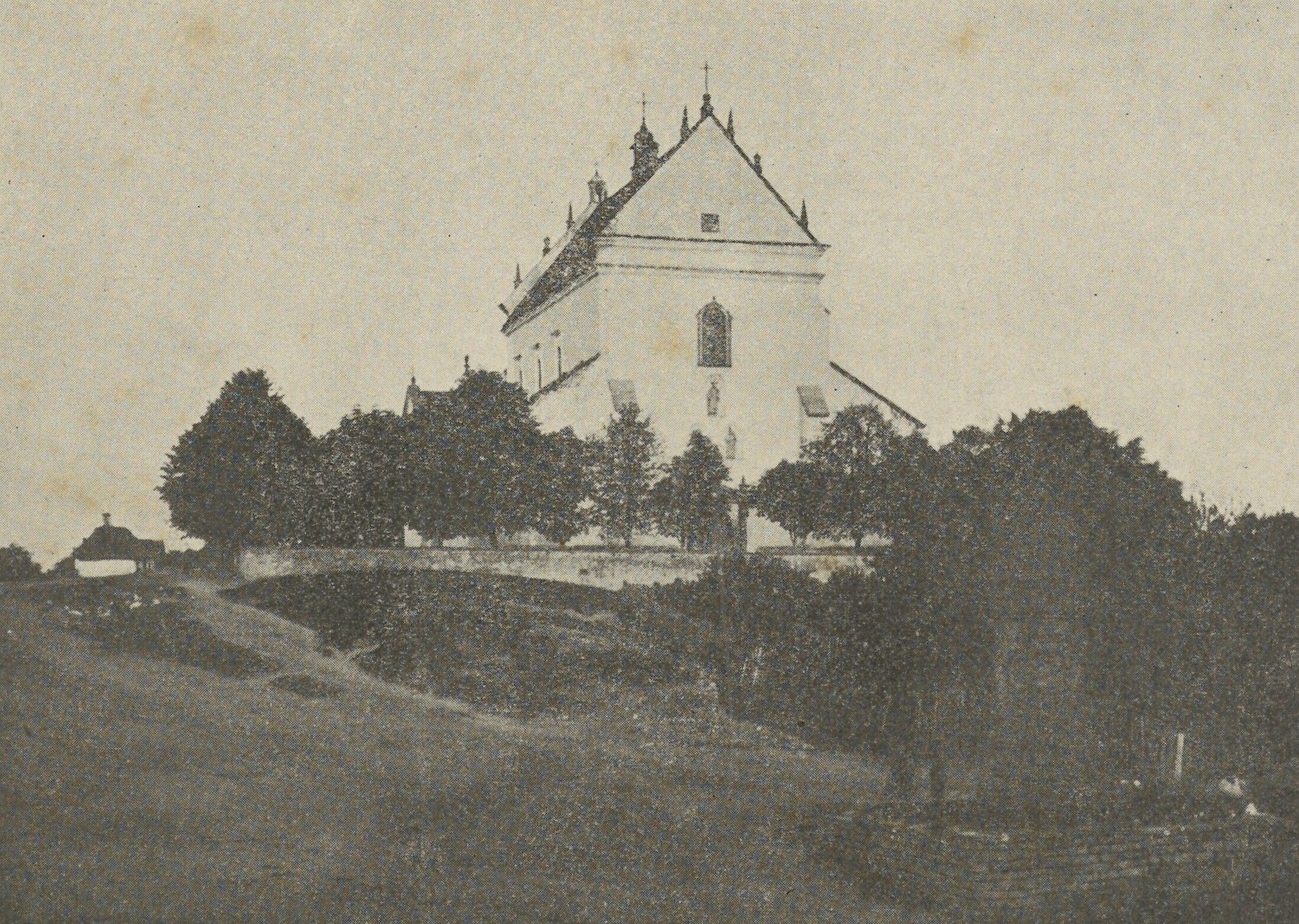
Kościół przed 1913